# Quesnelia kautskyi
Quesnelia kautskyi là một loài thực vật có hoa trong họ Bromeliaceae. Loài này được C.M.Vieira miêu tả khoa học đầu tiên năm 1999.